# Dennis Schröter
Dennis Schröter (* 10. Juni 1982 in Finsterwalde) ist ein ehemaliger deutscher Motocross- und Endurosportler und mehrfacher deutscher Enduro-Meister.

## Sportlicher Werdegang
Dennis Schröter nahm ab 1992 an Motocross-Wettbewerben teil, zuerst beim MC Fürstlich Drehna. Später startete unter anderem in der Deutschen Motocross Meisterschaft und bei den ADAC MX Masters. Daneben ging er auch in der German Cross Country Meisterschaft (GCC) an den Start. Insgesamt hat er fünfzehnmal den zweiten Platz in unterschiedlichen Klassen der Deutschen Motocross Meisterschaft errungen, darunter 2005 in der höchsten Klasse (Open).
Ab 2009 wandte er sich überwiegend dem Endurosport zu und feierte hier große Erfolge in der Deutschen Meisterschaft: 2011, 2012 sowie 2014 bis 2020 errang er insgesamt neun deutsche Meistertitel in seiner jeweiligen Klasse, davon sieben in ununterbrochener Folge in der Klasse E3 (über 250 cm³ Zweitakt/500 cm³ Viertakt). Überdies siegte er 2014 bis 2019 in der Championats-Wertung (Meister aller Klassen).
Neben den nationalen Wettbewerben startete Schröter zwischen 2017 und 2019 auch in der Enduro-Europameisterschaft und erreichte in der Gesamtwertung als beste Platzierung  einen vierten Platz in der Klasse Senior E3 (Viertakt ohne Hubraumbegrenzung) in der Saison 2017.
In den Jahren 2015, 2017 und 2019 war er zudem in der Enduro-Weltmeisterschaft am Start und erreichte in seiner Klasse den 18., 26. bzw. 11. Platz.
Mit der Mannschaft nahm er 2011 erstmals an den prestigeträchtigen Six Days teil. Bei der 86. Internationalen Sechstagefahrt in Finnland war er Mitglied der Nationalmannschaft im Wettbewerb um die World Trophy und das Team erreichte in der Konkurrenz von 17 Mannschaften den sechsten Platz. Bei der folgenden 87. Internationalen Sechstagefahrt in Sachsen war er wieder im Nationalmannschaftskader, in der Gesamtwertung erreichte das Team den neunten Platz. Ein letztes Mal nahm er 2014 an der 89. Internationalen Sechstagefahrt in Argentinien und wieder als ein Fahrer der deutschen World-Trophy-Mannschaft teil. Mit dem vierten Platz für die Mannschaft erreichte er gleichzeitig sein bestes Ergebnis bei dieser Veranstaltung.
Mit Saisonende 2020 beendete er seine Karriere.

## Privates
Dennis Schröter ist gelernter Kfz-Mechaniker und ist zeitweise als Enduro-Guide tätig. Seit seinem Karriereende engagiert er sich als Trainer in der professionellen Förderung der Motocross- und Enduro-Nachwuchstalente beim ADAC Berlin-Brandenburg e.V.
Sein jüngerer Bruder ist der Bahnradsportler Nik Schröter (* 1998).